# Manigance
Manigance es un grupo de power metal, progressive metal y heavy metal, procedentes de Aquitania, Francia. El grupo fue formado en 1995 por el guitarrista François Merle y el baterista Daniel Pouylau.

## Miembros
- François Merle, guitarra
- Bruno Ramos, guitarra.
- Didier Delsaux, voz solista
- Jean Lahargue, teclado
- Daniel Pouylau, batería
- Marc Duffau, bajo

## Discografía
- Signe de vie (1997)
- Ange ou Démon (2002)
- Signe de vie (Remastered) (2003)
- D'un autre sang (2004)
- Mémoires... live (2005)
- L'Ombre et la Lumière (2006)
- Récidive (2011)
- Volte face (2014)
- Machine-Nation (2018)